# Tremplin à 3 mètres masculin aux Jeux olympiques d'été de 2024
Navigation
Tokyo 2020 Los Angeles 2028
L'épreuve du tremplin à 3 mètres masculin aux Jeux olympiques d'été de 2024 se déroule au Centre aquatique olympique, au nord de Paris en France, du 6 au 8 août 2024. 

## Format
La compétition se déroule en 3 parties : des éliminatoires où les 18 meilleurs se qualifient pour le tour suivant ; une demi-finale où les 12 meilleurs se qualifient pour la finale. Lors de la finale, les 3 meilleurs remportent les médailles d'or, d'argent et de bronze. A chaque tour, les plongeurs effectuent 6 plongeons.

## Programme
| Date            | Horaire | Manche        |
| --------------- | ------- | ------------- |
| Mardi 6 août    | 10 h 00 | Éliminatoires |
| Mercredi 7 août | 10 h 00 | Demi-finale   |
| Jeudi 8 août    | 15 h 00 | Finale        |

## Médaillés
| Or             | Argent              | Bronze                    |
| Xie Siyi (CHN) | Wang Zongyuan (CHN) | Osmar Olvera Ibarra (MEX) |

## Résultats

### Éliminatoires
Les 18 meilleurs se qualifient pour la demi-finale (Q).
| Rang | Plongeur                      | Pays                   | Plongeons | Plongeons | Plongeons | Plongeons | Plongeons | Plongeons | Total  | Notes |
| Rang | Plongeur                      | Pays                   | 1         | 2         | 3         | 4         | 5         | 6         | Total  | Notes |
| ---- | ----------------------------- | ---------------------- | --------- | --------- | --------- | --------- | --------- | --------- | ------ | ----- |
| 1    | Wang Zongyuan                 | Chine                  | 88,40     | 89,25     | 87,75     | 89,25     | 81,00     | 95,00     | 530,65 | Q     |
| 2    | Xie Siyi                      | Chine                  | 83,30     | 79,20     | 77,40     | 84,00     | 88,80     | 96,90     | 509,60 | Q     |
| 3    | Jack Laugher                  | Grande-Bretagne        | 79,90     | 78,75     | 68,00     | 79,95     | 96,90     | 64,80     | 468,30 | Q     |
| 4    | Jordan Christopher Houlden    | Grande-Bretagne        | 76,50     | 73,10     | 77,00     | 66,30     | 77,40     | 77,90     | 448,20 | Q     |
| 5    | Osmar Olvera Ibarra           | Mexique                | 62,90     | 84,00     | 64,80     | 53,65     | 96,90     | 81,90     | 444,15 | Q     |
| 6    | Jules Bouyer                  | France                 | 62,90     | 69,75     | 67,50     | 61,25     | 66,00     | 79,90     | 407,30 | Q     |
| 7    | Lorenzo Marsaglia             | Italie                 | 69,75     | 71,40     | 61,50     | 73,50     | 66,00     | 62,90     | 405,05 | Q     |
| 8    | Kurtis Mathews                | Australie              | 69,75     | 71,40     | 64,75     | 48,60     | 78,20     | 66,50     | 399,20 | Q     |
| 9    | Moritz Wesemann               | Allemagne              | 66,30     | 66,30     | 77,00     | 48,60     | 70,30     | 70,20     | 398,70 | Q     |
| 10   | Carson Tyler                  | États-Unis             | 71,40     | 64,50     | 58,90     | 48,00     | 73,50     | 73,50     | 389,80 | Q     |
| 11   | Sho Sakai                     | Japon                  | 69,00     | 58,50     | 71,40     | 64,50     | 56,00     | 69,75     | 389,15 | Q     |
| 12   | Haram Woo                     | Corée du Sud           | 69,70     | 64,60     | 76,00     | 52,50     | 60,00     | 66,30     | 389,10 | Q     |
| 13   | Gwendal Bisch                 | France                 | 48,00     | 71,40     | 63,00     | 73,50     | 62,90     | 68,20     | 387,00 | Q     |
| 14   | Yona Knight-Wisdom            | Jamaïque               | 72,85     | 64,50     | 67,50     | 73,10     | 43,75     | 61,20     | 382,90 | Q     |
| 15   | Andrew Capobianco             | États-Unis             | 71,40     | 66,30     | 52,50     | 36,00     | 76,05     | 79,80     | 382,05 | Q     |
| 16   | Jaegyeong Yi                  | Corée du Sud           | 69,75     | 71,40     | 73,50     | 43,75     | 58,50     | 64,50     | 381,40 | Q     |
| 17   | Luis Felipe Uribe Bermudez    | Colombie               | 49,30     | 69,70     | 66,30     | 64,60     | 63,00     | 63,00     | 375,90 | Q     |
| 18   | Jonathan Ruvalcaba            | République dominicaine | 69,70     | 48,00     | 43,75     | 69,70     | 62,00     | 70,00     | 363,15 | Q     |
| 19   | Kevin Alexander Munoz Heredia | Mexique                | 63,00     | 64,50     | 68,25     | 56,10     | 45,60     | 64,60     | 362,05 |       |
| 20   | Daniel Restrepo Garcia        | Colombie               | 55,80     | 47,25     | 70,20     | 52,70     | 63,00     | 72,15     | 361,10 |       |
| 21   | Jake Passmore                 | Irlande                | 68,20     | 64,50     | 63,00     | 66,30     | 49,50     | 49,40     | 360,90 |       |
| 22   | Giovanni Tocci                | Italie                 | 75,00     | 72,85     | 68,00     | 61,50     | 27,00     | 42,50     | 346,85 |       |
| 23   | Mohamed Farouk                | Égypte                 | 65,10     | 56,10     | 34,50     | 43,50     | 61,20     | 57,00     | 317,40 |       |
| 24   | Frandiel Gomez                | République dominicaine | 66,65     | 59,50     | 36,75     | 46,50     | 51,00     | 57,00     | 317,40 |       |
| 25   | Lars Rüdiger                  | Allemagne              | 58,50     | 26,25     | 49,00     | 61,20     | 39,90     | 66,30     | 301,15 |       |

### Demi-finale
Les 12 meilleurs se qualifient pour la finale (Q).
| Rang | Plongeur                   | Pays                   | Plongeons | Plongeons | Plongeons | Plongeons | Plongeons | Plongeons | Total   | Notes |
| Rang | Plongeur                   | Pays                   | 1         | 2         | 3         | 4         | 5         | 6         | Total   | Notes |
| ---- | -------------------------- | ---------------------- | --------- | --------- | --------- | --------- | --------- | --------- | ------- | ----- |
| 1    | Wang Zongyuan              | Chine                  | 86,70     | 91,00     | 81,90     | 89,25     | 86,40     | 102,60    | 537,85  | Q     |
| 2    | Xie Siyi                   | Chine                  | 85,00     | 84,15     | 81,00     | 70,00     | 88,80     | 96,90     | 505,85  | Q     |
| 3    | Jack Laugher               | Grande-Bretagne        | 86,70     | 87,50     | 69,70     | 64,35     | 76,00     | 82,80     | 467,05  | Q     |
| 4    | Osmar Olvera Ibarra        | Mexique                | 81,60     | 68,25     | 66,60     | 72,15     | 87,40     | 87,75     | 463,75  | Q     |
| 5    | Jordan Christopher Houlden | Grande-Bretagne        | 76,50     | 76,50     | 66,50     | 76,05     | 70,20     | 79,80     | 445,55  | Q     |
| 6    | Jules Bouyer               | France                 | 66,30     | 62,00     | 69,00     | 84,00     | 72,00     | 85,00     | 438,30  | Q     |
| 7    | Tyler Carson               | États-Unis             | 71,40     | 72,00     | 65,10     | 72,00     | 78,75     | 78,75     | '438,00 | Q     |
| 8    | Moritz Wesemann            | Allemagne              | 66,30     | 81,60     | 75,25     | 54,00     | 79,80     | 76,05     | 433,00  | Q     |
| 9    | Haram Woo                  | Corée du Sud           | 71,40     | 66,30     | 79,80     | 78,75     | 67,50     | 68,25     | 432,00  | Q     |
| 10   | Luis Felipe Uribe Bermudez | Colombie               | 73,10     | 66,30     | 68,25     | 74,10     | 73,80     | 68,25     | 423,80  | Q     |
| 11   | Kurtis Mathews             | Australie              | 66,65     | 71,40     | 59,50     | 68,40     | 71,40     | 79,80     | 417,15  | Q     |
| 12   | Jonathan Ruvalcaba         | République dominicaine | 74,80     | 58,50     | 68,25     | 71,40     | 69,75     | 73,50     | 416,20  | Q     |
| 13   | Yona Knight-Wisdom         | Jamaïque               | 74,40     | 69,00     | 72,00     | 73,10     | 52,50     | 71,40     | 412,40  |       |
| 14   | Sho Sakai                  | Japon                  | 63,00     | 72,00     | 71,40     | 67,50     | 66,50     | 69,75     | 410,15  |       |
| 15   | Andrew Capobianco          | États-Unis             | 66,30     | 66,30     | 71,75     | 37,80     | 81,90     | 83,60     | 407,65  |       |
| 16   | Gwendal Bisch              | France                 | 54,00     | 71,40     | 67,50     | 73,50     | 61,20     | 65,10     | 392,70  |       |
| 17   | Jaegyeong Yi               | Corée du Sud           | 68,20     | 66,30     | 64,75     | 47,25     | 57,00     | 63,00     | 366,50  |       |
| 18   | Lorenzo Marsaglia          | Italie                 | 68,20     | 71,40     | 58,50     | 68,25     | 45,90     | 41,80     | 354,05  |       |

### Finale
| Rang                                | Plongeur                   | Pays                   | Plongeons | Plongeons | Plongeons | Plongeons | Plongeons | Plongeons | Total  |
| Rang                                | Plongeur                   | Pays                   | 1         | 2         | 3         | 4         | 5         | 6         | Total  |
| ----------------------------------- | -------------------------- | ---------------------- | --------- | --------- | --------- | --------- | --------- | --------- | ------ |
| Médaille d'or, Jeux olympiques      | Xie Siyi                   | Chine                  | 86.70     | 79.20     | 97.20     | 91.00     | 88.80     | 100.70    | 543.60 |
| Médaille d'argent, Jeux olympiques  | Wang Zongyuan              | Chine                  | 81.60     | 91.00     | 95.55     | 89.25     | 70.20     | 102.60    | 530.20 |
| Médaille de bronze, Jeux olympiques | Osmar Olvera Ibarra        | Mexique                | 79.90     | 89.25     | 63.00     | 75.85     | 98.80     | 93.60     | 500.40 |
| 4                                   | Tyler Carson               | États-Unis             | 76.50     | 67.50     | 69.75     | 72.00     | 64.75     | 78.75     | 429.25 |
| 5                                   | Jordan Christopher Houlden | Grande-Bretagne        | 76.50     | 64.60     | 68.25     | 74.10     | 70.20     | 74.10     | 427.75 |
| 6                                   | Luis Felipe Uribe Bermudez | Colombie               | 49.30     | 71.40     | 79.95     | 72.20     | 72.00     | 77.00     | 421.85 |
| 7                                   | Jack Laugher               | Grande-Bretagne        | 74.80     | 84.00     | 35.70     | 72.15     | 74.10     | 70.20     | 410.95 |
| 8                                   | Jules Bouyer               | France                 | 73.10     | 81.60     | 67.50     | 68.25     | 57.75     | 47.50     | 395.70 |
| 9                                   | Jonathan Ruvalcaba         | République dominicaine | 76.50     | 44.20     | 62.70     | 61.50     | 75.25     | 73.50     | 393.65 |
| 10                                  | Kurtis Mathews             | Australie              | 65.10     | 76.50     | 52.50     | 64.80     | 56.10     | 68.40     | 383.40 |
| 11                                  | Haram Woo                  | Corée du Sud           | 71.40     | 68.00     | 45.60     | 73.50     | 63.00     | 52.65     | 374.15 |
| 12                                  | Moritz Wesemann            | Allemagne              | 74.80     | 78.20     | 40.25     | 43.20     | 57.00     | 70.20     | 363.65 |